# البنيول
بلدية البنيول أو (نقحرة: ألبونيول) (بالإسبانية: Albuñol) هي بلدية تقع في مقاطعة غرناطة التابعة لمنطقة أندلسية جنوب إسبانيا.

## الديموغرافيا
بلغ عدد سكان بلدية البُنيول 6.686 نسمة عام 2011 (وفقاً للمعهد الوطني الإسباني للإحصاء).
| 5.566 | 5.547 | 5.693 | 6.215 | 6.190 | 6.704 | 6.686 |